# Heinrich F. Plett
Heinrich Franz Plett (* 26. September 1939 in Neuss) ist ein deutscher Anglist, Sprachwissenschaftler und Hochschullehrer.

## Leben und Wirken
Nach seiner Reifeprüfung in Neuss 1959 studierte Heinrich F. Plett bis 1963 an der Universität Köln Anglistik, Klassische Philologie und Allgemeine Sprachwissenschaft, außerdem absolvierte er 1962 die Prüfung zum staatlich geprüften Übersetzer für die englische Sprache. Anschließend wechselte er 1963 an die Universität Bonn. In Bonn legte er 1964 das erste Staatsexamen für den höheren Schuldienst ab und promovierte 1969 bei beim Anglisten Helmut Papajewski („Der Affektrhetorische Wirkungsbegriff in der rhetorisch-poetischen Theorie der englischen Renaissance“). Als wissenschaftlicher Assistent war er an der Universität Bonn (1965), der Universität Gießen (1965 bis 1967) und der Pädagogischen Hochschule Rheinland, Abteilung Köln (1968/69) tätig. Von 1970 bis 1972 lehrte er dort als Dozent. Von 1972 bis 2004 hatte er dann einen Lehrstuhl an der Universität Essen-Dusiburg inne. Gastprofessuren hatte Plett an der Universität Hamburg (1976/77) und an der University of Sasketchewan (1986) inne.
In seinen zahlreichen Veröffentlichungen beschäftigt sich Plett vor allem mit der Textwissenschaft, Textanalyse und Rhetorik, vor allem in der Renaissance.

## Veröffentlichungen (Auswahl)
- Einführung in die rhetorische Textanalyse. Buske, Hamburg 1971 (9. aktualisierte u. erw. Aufl. 2001, ISBN 978-3-87548-246-1).
- Textwissenschaft und Textanalyse. Semiotik, Linguistik, Rhetorik (= UTB, Bd. 328). Quelle & Meyer, Heidelberg 1975, ISBN 3-494-02030-2 (2. verb. Aufl. 1979, ISBN 3-494-02030-2).
- Rhetorik der Affekte. Englische Wirkungsästhetik im Zeitalter der Renaissance (= Studien zur englischen Philologie, N.F., Bd. 18). Niemeyer, Tübingen 1975, ISBN 3-484-45017-7  (= Dissertation Universität Bonn).
- (Hrsg.): Rhetorik. Kritische Positionen zum Stand der Forschung. Fink, München 1977, ISBN 3-7705-1377-0.
- (Hrsg.): Englisches Drama von Beckett bis Bond (= UTB, Bd. 1116). Fink, München 1982, ISBN 3-7705-2037-8.
- Englische Rhetorik und Poetik 1479–1660. Eine systematische Bibliographie. Westdeutscher Verlag, Opladen 1984, ISBN 3-531-03201-1.
- (Hrsg.): Intertextuality (= Research in text theory, Bd. 15). de Gruyter, Berlin 1991, ISBN 3-11-011637-5.
- (Hrsg.): Renaissance-Rhetorik. de Gruyter, Berlin 1993, ISBN 3-11-013567-1.
- (Hrsg.): Renaissance-Poetik. de Gruyter, Berlin 1994, ISBN 3-11-013964-2.
- English Renaissance rhetoric and poetic. A systematic bibliography of primary and secondary sources. Brill, Leiden 1995, ISBN 90-04-10343-0.
- (Hrsg.): Die Aktualität der Rhetorik (= Figuren, Bd. 5). Fink, München 1996, ISBN 3-7705-3155-8.
- Systematische Rhetorik. Konzepte und Analysen. Fink, München 2000, ISBN 3-8252-2127-X.
- Rhetoric and Renaissance culture. de Gruyter, Berlin 2004, ISBN 3-11-017461-8.
- Literary rhetoric. Concepts, structures, analyses (= International studies in the history of rhetoric, Bd. 2). Brill, Leiden 2010, ISBN 978-90-04-17113-8.
- Enargeia in classical antiquity and the early modern age (= International studies in the history of rhetoric, Bd. 4). Brill, Leiden 2012, ISBN 90-04-22702-4.

Außerdem zahlreiche Aufsätze in Fachzeitschriften und Sammelbänden.
Festschrift
- Peter L. Oesterreich/Thomas O. Sloane (Hrsg.): Rhetorica movet. Studies in historical and modern rhetoric in honour of Heinrich F. Plett (= Symbola et emblemata, Bd. 9). Brill, Leiden 1999, ISBN 90-04-11339-8 (Bibliographie Heinrich F. Plett S. 537–545).